# Liste der Kulturgüter im Wahlkreis Willisau
Die Liste der Kulturgüter im Wahlkreis Willisau enthält alle Objekte in den Gemeinden des Wahlkreises Willisau im Kanton Luzern, die gemäss der Haager Konvention zum Schutz von Kulturgut bei bewaffneten Konflikten, dem Bundesgesetz vom 20. Juni 2014 über den Schutz der Kulturgüter bei bewaffneten Konflikten sowie der Verordnung vom 29. Oktober 2014 über den Schutz der Kulturgüter bei bewaffneten Konflikten unter Schutz stehen.

## Kulturgüterlisten der Gemeinden
- Alberswil
- Altbüron
- Altishofen
- Dagmersellen
- Egolzwil
- Ettiswil
- Fischbach
- Grossdietwil
- Hergiswil bei Willisau
- Luthern *
- Menznau
- Nebikon *
- Pfaffnau
- Reiden
- Roggliswil *
- Schötz
- Ufhusen *
- Wauwil
- Wikon
- Willisau
- Zell

* Diese Gemeinde besitzt keine Objekte der Kategorien A oder B, kann aber (zzt. nicht dokumentierte) C–Objekte besitzen.